# Golfo de Guaiaquil

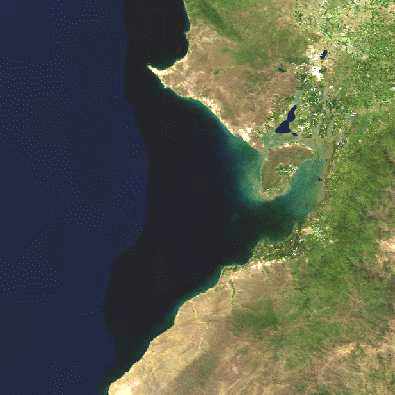
Imagem de satélite do golfo de Guayaquil

O golfo de Guaiaquil é uma baía localizada na costa do Equador, ao largo da maior cidade do país, Guaiaquil. Estende-se pela costa deste país e a de Tumbes, no Peru. No golfo há muitas ilhas, sendo a maior a ilha Puná (do Equador). Há também jazidas de gás natural.